# Johann Schowanek
Johann Schowanek (* 24. April 1868 in Pasek, Nordböhmen; † 24. November 1934 in Georgenthal,  in Nordböhmen) war altösterreichischer Industrieller und Begründer des Holzverarbeitungsunternehmens Schowanek.

## Leben
Johann Schowanek, Sohn eines Mühlenmeisters und Landwirts in Pasek, trat 1872 als Kontorist in den Holzwarenbetrieb seines Großvaters Anton Pohl in Pasek ein, erlernte dort das Handwerk eines Holzdrechslers und beschäftigte sich auch mit der Verbesserung der Holzbearbeitungsmaschinen und deren Konstruktionen. 
Am 16. April 1896 mietete er eine Mühle im benachbarten Dessendorf und gründete dort eine mechanische Drechslerei mit Holzverarbeitungsmaschinen eigener Konstruktion. 1899 wurde das Unternehmen nach einem Brand zur Erzeugung von "Textilholzwaren und Spulen" für Webstühle mit weltweiten Exportaufträgen ausgebaut. 1905 wurde die ebenfalls erfolgreiche Produktion von Holzperlen aufgenommen.
Am 16. Dezember 1906 kaufte Johann Schowanek ein Grundstück in Georgenthal, einem Ortsteil von Albrechtsdorf und errichtete zum 1. Januar 1908 einen weiteren Betrieb. Die Eintragung ins Geschäftsregister erfolgte am 12. März desselben Jahres. Es wurden u. a. gedrechselte Perlen aus Holz, Zelluloid und Galalith, runde Holzknöpfe und Holzerzeugnisse für die Textilindustrie hergestellt. Sein Sohn Johann Karl Andreas Schowanek (* 1905 in Dessendorf; † 1964 in Piding bei Berchtesgaden, Bayern) trat 1921 in das Unternehmen ein und wurde 1928 Gesellschafter. Seine zahlreichen patentierten Erfindungen trugen zu weiteren Erfolgen in der Herstellung von Bijouterie, emaillierten Holzperlen und Holzspielwaren bei.
Nach 1927 wurden auch Weihnachtsschmuck, Jo-Jos, geknüpfte Taschen aus Holzperlen, hölzerne Schnallen und Spangen, Schiffs- und Flugzeugmodelle hergestellt. 1934 hatte der Betrieb 1000 Mitarbeiter und war das europaweit führende Unternehmen dieser Branche.
Nach dem Tod von Johann Schowanek am 24. November 1934 in Georgenthal in Nordböhmen übernahm sein Sohn Johann Karl Andreas Schowanek (1905–1964) die Führung des Unternehmens. 
Nach dem Zweiten Weltkrieg im Mai 1945 wurde im Zuge der Vertreibung der Deutschen aus der Tschechoslowakei das Unternehmen zu Gunsten der Tschechoslowakei enteignet. Johann K. W. Schowanek versuchte eine Neugründung zunächst in Salzburg in Österreich, konnte aber ähnliche Erfolge wie in Nordböhmen nicht mehr erreichen und verstarb 1964 in Piding bei Berchtesgaden in Baiern.

## Lizenzen
Nach 1945 erhielt die Firma "J. Schowanek" für die Märkte in Deutschland, Italien und einige andere europäische Staaten eine Produktions- und Vertriebslizenz für das heute noch bekannte Buchstabenlegespiel Scrabble. Die Lizenzfertigung dauerte von 1953 bis 1958, danach ging sie auf das Unternehmen J. W. Spear & Söhne über.